# Unserfrau-Altweitra
Unserfrau-Altweitra – gmina w Austrii, w kraju związkowym Dolna Austria, w powiecie Gmünd, w rejonie Waldviertel. Liczy 993  mieszkańców (1 stycznia 2014).